# University World Cup (korfbal)
De University World Cup (UWC) is een internationaal studentenkorfbaltoernooi dat georganiseerd wordt door de International Korfball Federation (IKF). Aan dit toernooi nemen afvaardigingen vanuit verschillende landen deel. De teams bestaan uit een selectie van de beste spelers die studeren aan een hogeschool of universiteit. Het toernooi wordt sinds 2001 georganiseerd.

## Winnaars
| Jaar | Gaststad  | Goud      | Zilver         | Brons     |
| ---- | --------- | --------- | -------------- | --------- |
| 2001 | ?         | ?         | ?              | ?         |
| 2002 | ?         | Nederland | Chinees Taipei | ?         |
| 2003 | Groningen | Nederland | Chinees Taipei | Rusland   |
| 2004 | Keulen    | Nederland | België         | Duitsland |
| 2005 | Gent      | Rusland   | Catalonië      | Nederland |
| 2006 | Rotterdam | Rusland   | Chinees Taipei | Nederland |
| 2007 | Tilburg   | Nederland | Duitsland      | België    |